# Clathria aspera
Clathria aspera är en svampdjursart som beskrevs av Gammill 1998. Clathria aspera ingår i släktet Clathria och familjen Microcionidae. Inga underarter finns listade i Catalogue of Life.